# Vault 7
«Vault 7» («Сховище 7», «Сейф 7») — серія документів, частина з яких була опублікована WikiLeaks 7 березня 2017 року, містить опис глобальної програми ЦРУ
США із зламування електронних пристроїв, таких як телефони з операційною системою iOS і Android, комп'ютери під управлінням Windows і розумні
телевізори Samsung.
7 березня 2017 року був опублікований 8761 документ, що на думку деяких є найбільшим витоком інформації ЦРУ.
WikiLeaks не розкриває джерел документів, але стверджує, що вони були несанкціоновано поширені серед колишніх американських урядових хакерів і підрядників, один з яких надав WikiLeaks частину архіву.
Згідно WikiLeaks, організація буде утримуватися від поширення «збройного» програмного забезпечення до тих пір, поки не буде досягнуто консенсус з технічної, і з політичної точок зору щодо характеру програми ЦРУ і того, яким чином така «зброя» має аналізуватися, роззброюватися і публікуватися.